# Donje Čarađe
Donje Čarađe este un sat din comuna Nikšić, Muntenegru. Conform datelor de la recensământul din 2003, localitatea are 84 de locuitori (la recensământul din 1991 erau 107 locuitori).

## Demografie
În satul Donje Čarađe locuiesc 62 de persoane adulte, iar vârsta medie a populației este de 43,8 de ani (43,4 la bărbați și 44,2 la femei). În localitate sunt 28 de gospodării, iar numărul mediu de membri în gospodărie este de 3,00.
Această localitate este populată majoritar de sârbi (conform recensământului din 2003).
|  |

| Demografie | Demografie | Demografie |
| An         | Locuitori  | Locuitori  |
| ---------- | ---------- | ---------- |
|            |            |            |
|            |            |            |
|            |            |            |
|            |            |            |
| 1948       | 202        |            |
| 1953       | 232        |            |
| 1961       | 263        |            |
| 1971       | 223        |            |
| 1981       | 157        |            |
| 1991       | 107        | 106        |
| 2003       | 93         | 84         |

| \| Componența etnică conform recensământului din 2003[2] \| Componența etnică conform recensământului din 2003[2] \| Componența etnică conform recensământului din 2003[2] \| Componența etnică conform recensământului din 2003[2] \| Componența etnică conform recensământului din 2003[2] \| \| ----------------------------------------------------- \| ----------------------------------------------------- \| ----------------------------------------------------- \| ----------------------------------------------------- \| ----------------------------------------------------- \| \| \| \| \| \| \| \| Sârbi \| Sârbi \| \| 61 \| 72,61% \| \| Muntenegreni \| Muntenegreni \| \| 23 \| 27,38% \| \| necunoscută \| necunoscută \| \| 0 \| 0% \| |              |  |    |        |
| Componența etnică conform recensământului din 2003 |              |  |    |        |
| |              |  |    |        |
| Sârbi | Sârbi        |  | 61 | 72,61% |
| Muntenegreni | Muntenegreni |  | 23 | 27,38% |
| necunoscută | necunoscută  |  | 0  | 0%     |